# 飯塚勝久
飯塚勝久（いいづか かつひさ、1939年-　）は、日本の西洋哲学研究者、日本大学名誉教授。

## 来歴
東京生まれ。1962年東京教育大学文学部哲学科卒業。67年同大学院博士課程哲学専攻満期退学。1973－74年、1978－79年フランスに留学。愛知県立大学講師、立教大学助教授、筑波大学助教授、日本大学法学部教授、2010年定年退任、名誉教授。1982年「フランス・ジャンセニスムの精神史的研究」で筑波大学文学博士。

## 著書
- 『フランス・ジャンセニスムの精神史的研究』未来社 1984
- 『歴史哲学としての倫理学』未来社 1994
- 『フランス歴史哲学の発見』未来社 日本大学法学部叢書 1995
- 『概説ヨーロッパ精神史』北樹出版 2001
- 『歴史と実存』北樹出版 日本大学法学部叢書 2005

### 共編著
- 『世界観と哲学の原理』工藤喜作・斎藤博・沢口昭聿共編 東海大学出版会 1982
- 『ヨーロッパ精神史』水野建雄共編著 北樹出版 現代思想選書 1986
- 『人間存在と倫理』編著 北樹出版 現代思想選書 1987
- 『哲学の射程』角田幸彦共編著 北樹出版 現代思想選書 1989

### 翻訳
- 『世界の名著 25』ライプニッツ「形而上学叙説」清水富雄共訳 中央公論社 1969
- ジャック・ドント『知られざるヘーゲル ヘーゲル思想の源流に関する研究』飯島勉共訳 未来社 1980
- ジャン=フランソワ・ルヴェル『無益にして不確実なるデカルト』未来社 ポイエーシス叢書 1991
- ジュヌヴィエーヴ・ロディス=レヴィス『デカルト伝』未來社 1998
- ジャック・ドント『ヘーゲル伝』未來社 2001

## 参考
- 飯塚勝久教授略歴 研究業績 (飯塚勝久先生古稀記念号) 桜文論叢 2010-02